# Pycnarmon leucodoce
Pycnarmon leucodoce is een vlinder van de familie van de grasmotten (Crambidae). De wetenschappelijke naam van deze soort is voor het eerst voorgesteld door Edward Meyrick in een publicatie uit 1936.

## Verspreiding
De soort komt voor in Congo-Kinshasa.

## Waardplanten
De rups leeft op Stipularia africana (Rubiaceae).